# Mouchoir Rouge
Pour l’article homonyme, voir Mouchoir rouge de Cholet.
Mouchoir Rouge est une île de la baie de Grand Port située au sud-est de l'île principale de la république de Maurice, à laquelle elle appartient. Elle fait face à la ville de Grand Port.